# Безымянная гора
«Безымянная гора» — сатирический рассказ известного фантаста Роберта Шекли. Написан в 1955 году. Был впервые опубликован в том же году в авторском сборнике «Гражданин в космосе».
В произведении поднят вопрос о месте человека во Вселенной, критике подвергнут тезис антропоцентризма и права человека распоряжаться природой, как ему заблагорассудится.

## Сюжет
Начальнику компании по обустройству планет мистеру Моррисону и его рабочим поручено в кратчайшие сроки приспособить безымянную планету для жизни людей. Предстоит выполнить огромный объём работ: взорвать неудобные горы, изменить русла рек, осушить болота и построить новейший космопорт.
Но с самого начала пребывания людей на планете стали происходить загадочные происшествия, которые грозили сорвать все планы. В конце концов планета взбунтовалась против паразитов-людей, изгнав их с помощью катаклизмов. Моррисон только тогда задумывается о человечестве и природе:

Выйдя из океанских глубин, сверхамёба, величающая себя Человеком, решила, что раз у неё есть серое вещество под названием мозг, то она превыше всего. И, придя к такому выводу, амёба убивает морскую рыбу и лесного зверя, убивает без счёта, ни капли не задумываясь о целях Природы. 